# Conferência Nacional para a Oposição da Líbia
A Conferência Nacional para a Oposição da Líbia (CNOL) foi fundada em junho de 2005, numa reunião em Londres, que unificou sete diferentes grupos opositores ao regime líbio, incluindo a Frente Nacional para a Salvação da Líbia. Teria claras tendências pró-ocidentais e planejariam a implementação de reformas democráticas liberais na Líbia.
Em 17 de fevereiro de 2006, em Bengazi, a CNOL teria transformado um protesto contra a publicação de um jornal dinamarquês de charges ofensivas ao Profeta Maomé, em manifestações contra o regime líbio. Nesses protestos vários manifestantes teriam sido mortos pelas forças policiais da Líbia.